# Martín Comachi
Martín Nicolás Comachi (Santa Fe, 22 ottobre 1991) è un calciatore argentino, attaccante del Santamarina.

## Caratteristiche tecniche
È un terzino destro.

## Carriera
Cresciuto nelle giovanili del Colón (SF), fa il debutto in prima squadra il 16 marzo 2013, subentrando a Darío Gandín al 60' del match pareggiato 0-0 contro gli All Boys.